# CCXP
CCXP (originalmente conhecida como Comic Con Experience) é uma convenção brasileira de cultura pop, originalmente nos moldes da San Diego Comic-Con, cobrindo as principais áreas dessa indústria, como vídeo games, histórias em quadrinhos, filmes e séries para TV.
Realizado pela primeira vez em dezembro de 2014 pelas equipes do site Omelete, da Piziitoys e pela agência Chiaroscuro Studios, é considerado o maior evento nerd já organizado no país e a maior Comic Con do mundo em público em 2019.
Desde então versões da CCXP foram realizadas na Alemanha, em 2019, e no México, desde 2024.

## História

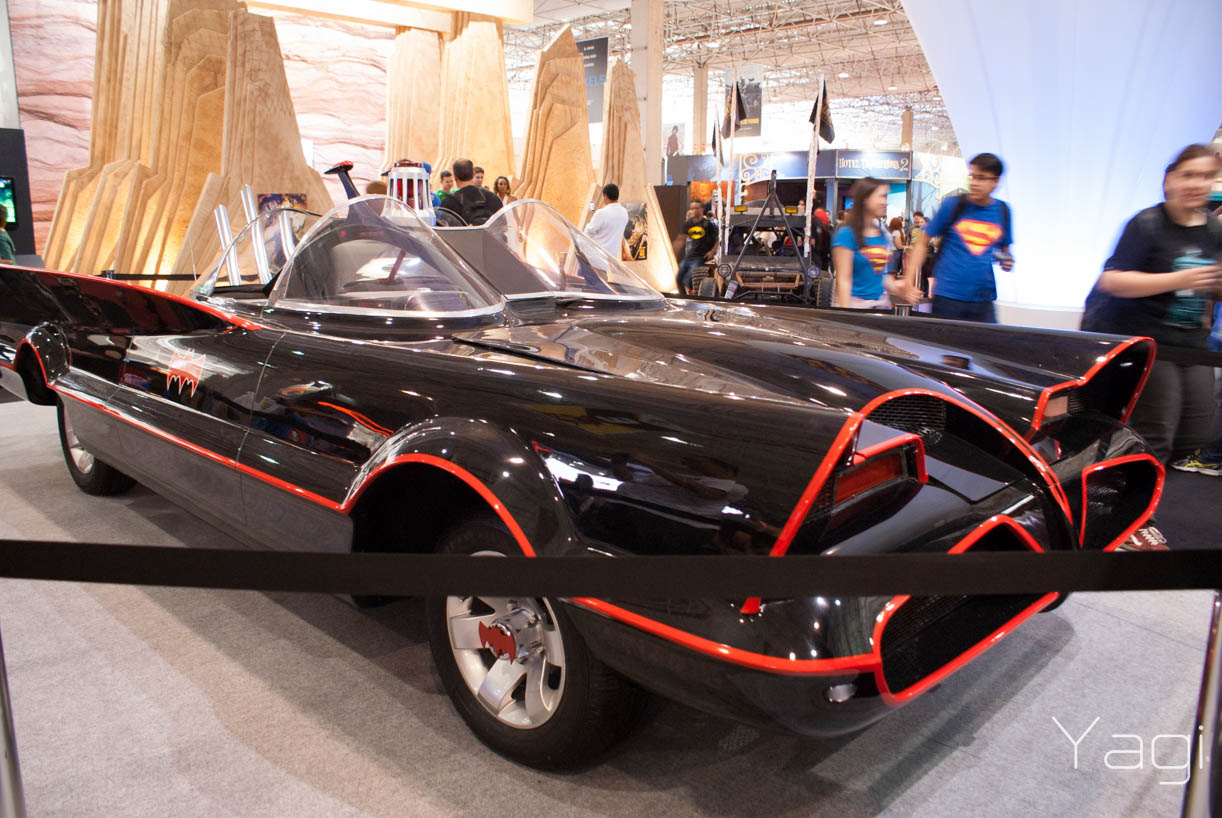
Batmóvel exposto na CCXP de 2014.

### Primeira edição
A primeira edição, em 2014 foi realizada no São Paulo Expo, antigo Centro de Exposições Imigrantes, tendo público de mais de 97.000 pessoas com a participação de mais de 80 empresas e grandes nomes do cinema como Jason Momoa, de Game of Thrones e Sean Astin, conhecido por filmes como Os Goonies e O Senhor dos Anéis. O evento reuniu fãs de jogos eletrônicos, quadrinhos e diversos cosplayers dos mais variados temas.

### Edições posteriores
Em 2016, o evento superou 180 mil visitantes. O sucesso das edições em São Paulo motivou o anúncio da Comic Con Experience Tour: Nordeste, em Pernambuco, que aconteceu nos dias 13 a 17 de Abril de 2017 que reuniu mais de 54 mil vistantes.
O evento foi realizado em São Paulo novamente em dezembro de 2017, com mais de 227 mil vistantes, tornando-se a maior Comic Con em critério de público, repetindo o feito em 2018 com mais de 262 mil pessoas.
Uma edição internacional em Colônia na Alemanha aconteceu em 2019 com mais de 40 mil visitantes, o que garantiu a realização de uma nova edição em 2020.
No Brasil, a edição de 2020 foi apresentada de forma virtual devido a pandemia de COVID-19. Em 2021 foi anunciada que será apresentada uma nova edição virtual em 2021 e o retorno da edição presencial para 2022.

## Programação
| Ano  | Data                                                            | Local                                                           | Participação |
| ---- | --------------------------------------------------------------- | --------------------------------------------------------------- | --- |
| 2014 | 4 - 7 de Dezembro                                               | São Paulo Expo - São Paulo, Brasil                              | Jason Momoa, Richard Armitage, Rebecca Mader, Édgar Vivar, Lorenzo Richelmy, Jim Morris, Mauricio de Sousa, Sean Astin, Olivia Cheng, Chin Han, Lino Facioli, João Vicente de Castro, Antonio Tabet, Júlia Rabello, Gabriel Totoro, Ian SBF |
| 2015 | 3 - 6 de Dezembro                                               | São Paulo Expo - São Paulo, Brasil                              | Frank Miller, Krysten Ritter, Evangeline Lilly, Gerard Way, Alfonso Herrera, Misha Collins, Anna Popplewell, Aml Ameen, Jim Lee, John Rhys-Davies, Jamie Clayton, Mauricio de Sousa, Ivo Holanda, Steve Cardenas, David Finch, Meredith Finch, Ed Benes, Erica Awano, Esad Ribic, Felipe Massafera, Jae Lee, John Totleben, David Tennant, Dan DiDio, June Chung, Kevin Maguire, Mark Waid, Amy Chu, Mike Deodato Jr, Mike McKone, Paulo Crumbim, Cristina Eiko, Pedro Cobiaco, Shiko, Affonso Solano, Chris Taylor, Emily Anderson, Lady Lemon, Hiro Kiyohara, Scott McCloud, Timothy Zahn, Érico Borgo e Marcelo Forlani. |
| 2016 | 1 - 4 de Dezembro                                               | São Paulo Expo - São Paulo, Brasil                              | Adam Nimoy, Evanna Lynch, David Zappone, Jim Michaels, Alan Davis, Vin Diesel, Arthur Adams, Kozo Morishita, Nina Dobrev, Bianca Pinheiro, Brian Azzarello, Mark Pellegrino, Cris Peter, Eduardo Risso, Frank Quitely, Gerardo Zaffino, Ian Livingstone, James Robinson, Joyce Chin, Julian Totino, Mahmud Asrar, Marcelo D'Salete, Marcello Quintanilha, Mark Farmer, Mateus Santolouco, Max Fiumara, Peter Kuper, Sebastián Fiumara, Tsutomu Nihei, Yanick Paquette, Paul Pope, Kay Pike, Yaya Han, Ruby Rose, Naomi Scott, Dacre Montgomery, Ludi Lin, RJ Cyler, Frank Miller, Natalie Dormer, Milla Jovovich, Paul W.S. Anderson, Neil Patrick Harris, Carlos Villagrán, Lauren Kate, Addison Timlin, David Ramsey, Katherine McNamara, Matthew Daddario, David Wenham, Dominic Sherwood, Emeurade Toubia e Alberto Rosende. |
| 2017 | 13 - 16 de Abril                                                | Centro de Convenções de Pernambuco - Olinda, Brasil             | Miguel Ángel Silvestre, Brandon Flynn, Alisha Boe, Christian Navarro, Finn Jones, Tom Pelphrey, Rodolfo Valente, Vaneza Oliveira, Maurício de Sousa, Mike Deodato Jr, Ivan Reis, Fábio Moon, Gabriel Bá, Adriana Melo, Bianca Pinheiro, Rafael Albuquerque, José Luis García-López, Paul Pope, Bill Sienkiewicz, Jock, Glenn Fabry. |
| 2017 | 7 - 10 de Dezembro                                              | São Paulo Expo - São Paulo, Brasil                              | Will Smith, Alicia Vikander, Dylan O'Brien, Tye Sheridan, Simon Pegg, Joel Edgerton, David Ayer, Danai Gurira, Nikolaj Coster-Waldau, Alice Braga, Henry Zaga, Joel Kinnaman, Nick Jonas, Natalia Tena, Rebecca Mader, Austin St. John, Ariel Olivetti, Paul Azaceta, Arthur Adams, Joyce Chin, Carlos Ruas, Ben Templesmith, David Mack, Denys Cowan, Glenn Fabry, Humberto Ramos, Nicola Scott e Bernard Chang. |
| 2018 | 6 - 9 de dezembro                                               | São Paulo Expo - São Paulo, Brasil                              | Tom Holland, Jacob Batalon, Brie Larson, Sophie Turner, Jessica Chastain, Sandra Bullock, Michael B. Jordan, Andy Serkis, Tom Welling, Sebastian Stan, Maisie Williams, John Bradley, Manu Benett, Caleb MacLaughlin, Noah Shnapp, Sadie Sink, Zachary Levi, Ricky Whittle, Simon Kinberg, Dean DeBlois, M. Night Shyamalan, Chris Columbus, John Romita Jr., Peter Milligan, Mike Deodato Jr, Ivan Reis, Lee Weeks, David Michelinie, Scott Lobdell, John Cassaday, David Lloyd, Tom Grummett, Joe Rubinstein, dentre outros. |
| 2019 | 27 - 30 de junho                                                | Koelnmesse - Colônia, Alemanha                                  | Brian Azzarello, Ben Barnes, Nikolaj Coster-Waldau, Mike Deodato, David Finch, Zachary Levi, David Lloyd, Rebecca Mader, Chuck Palahniuk, Mark Pellegrino, Joe Prado, Ivan Reis, Benedict Wong |
| 2019 | 5 - 8 de dezembro                                               | São Paulo Expo - São Paulo, Brasil                              | Henry Cavill, Kevin Feige, Shawn Levy, Joe Kerry, J. J. Abrams, Daisy Ridley, John Boyega, Oscar Isaac, Kathleen Kennedy, Dafne Keen, Ruth Wilson, Ryan Reynolds, Michael Bay, Margot Robbie, Mary Elizabeth Winstead, Jurnee Smollett, Rosie Perez, Ella Jay Basco, Gal Gadot, Patty Jenkins, Antony Starr, Erin Moriarty, David Yost, Karen Fukuhara, Jonathan Del Arco, Isa Briones, Frankie Adams, Steven Strait, Santiago Cabrera, Michelle Hurd, Cas Anvar, Dominique Tipper, Lana Parrilla, Alba Flores, Rodrigo De La Serna, Pedro Alonso, Esther Acebo, Darko Peric, Garret Dillahunt, Lesley-Ann Brandt, Takashi Shimizu, Maurício de Souza, Vera Egito, Cao Hamburguer, Frank Miller, Rafael Grampá, Christie Golden, Neal Adams, Mike Deodato Jr, Danilo Beyruth, Joëlle Jones, Frank Quitely, Eduardo Risso, Adriana Melo, Al Stefano, Roger Cruz, Charlie Adlard, David Roman, Tim Bradstreet, Mike Mickone, Eduardo Risso, Érica Awano, Fefê Torquato, Julio Simamoto, Jú Loyola, Laerte, Mikel Janin, Robson Rocha, Stout Club, Shiko, Sam Hart, Samuka Marinho, Ryan Smallman,, Leon Chiro, Kes Von Puch, dentre outros. |
| 2020 | Evento cancelado devido à pandemia de COVID-19 (evento virtual) | Evento cancelado devido à pandemia de COVID-19 (evento virtual) | Evento cancelado devido à pandemia de COVID-19 (evento virtual) |
| 2021 | 4 - 5 de dezembro                                               | Evento remoto                                                   | |
| 2022 | 1 - 4 de dezembro                                               | São Paulo Expo, Brasil                                          | Keanu Reeves, Rafael Grampá, Pedro Pascal, Katherine McNamara, Tenoch Huerta, Edgar Vivar, John Rhys-Davies, Alexander Ludwig, Evangeline Lilly, Jenna Ortega, Chloe Grace Moretz, Noah Centineo, Mauricio de Sousa, Mônica Sousa, Chitãozinho e Xororó, Fernanda Torres, Marina Ruy Barbosa, Betty Faria, Marjorie Estiano, elenco de As Five (Daphne Bozaski, Heslaine Vieira, Gabriela Medvedvoski, Manoela Aliperti e Ana Hikari), Thalita Rebouças, Lázaro Ramos, entre outros. |
| 2023 | 30 de novembro - 1 de dezembro                                  | São Paulo Expo, Brasil                                          | Xuxa, Chris Hemsworth, Zendaya, Sandy, Andréia Horta, Camila Pitanga, Giovanna Antonelli, Grazi Massafera, Jason Momoa, Timothée Chalamet, Florence Pugh, Lana Parrilla, Bruce Dickinson, Anya Taylor-Joy, Zack Snyder, Deborah Snyder, Sofia Boutella, Djimon Hounsou, Ed Skrein, Michiel Huisman, Ray Fisher, Charlie Hunnam, Staz Nair, E. Duffy, Matheus Nachtergaele, Selton Mello, Rodrigo Rossi, Marcelo Campos, Angélica Santos, Chris Black, Tory Tunnel, Joby Harold, Kurt Russell, Wyatt Russell, Anna Sawai, Kiersey Clemons, Ren Watabe, Rafael Grampá, Ruy Brissac, Beto Hinoto, Adriano Tunes, Rhener Freitas, Mark Williams, Anthony Daniels, Tyler Hoechlin, Taís Araújo, Austin Butler, Laerte Coutinho, Mike Deodato Jr., Mauricio de Sousa, Roy Thomas, Bilquis Evely, Matheus Lopes, Helô D'Angelo, John Romita, Jr., George Miller, Denis Villeneuve, James Wan, Patrick Wilson, Yahya Abdul-Mateen II, Geoff Johns, Tom King, Mitch Gerads, Mark Russel, Juni Ba, Joshua Cassara, Enrique "Quique" Alcatena, Gigi Cavenago, Pepe Larraz, Léa Murawiec, Junji Ito.                                                  |
| 2024 | 5 - 8 de dezembro                                               | São Paulo Expo, Brasil                                          | Chris Claremont, Giancarlo Esposito, Matt Smith, John Romita Jr, Vitor Cafaggi, Vincent Martella, Édgar Vivar, Misha Collins, Josha Stradowski, Sophie Thatcher, Patrick Dempsey, Norman Reddus, Nicole Wallace, Víctor Varona, Anya-Taylor Joy Ana de Armas, Sandra Oh |
| 2025 | 4 - 7 de dezembro                                               | São Paulo Expo, Brasil                                          | A ser anunciado |

## CCXP Awards
Durante a edição de 2021 do evento, foi anunciada a criação da CCXP Awards, premiação voltada para a cultura pop. O formato da primeira edição da premiação foi divulgado em março de 2022, contando com um total de 32 prêmios, divididos em seis categorias com diversas subcategorias.